# Мисливець (фільм, 2011)
«Мисливець» (англ. The Hunter) — кінофільм режисера Деніела Неттхайма, що вийшов на екрани в 2011. Екранізація однойменного роману Джулії Лі.

## Зміст
Професійний мисливець Мартін Девід отримує секретне завдання добути на Тасманії «тасманійського тигра», що вважається давно вимерлим. Замовником виступає одна військова біотехнологічна компанія, яка хоче використовувати біологічні зразки для виробництва нового виду зброї. Увага компанії привернули повідомлення про те, що тварину бачили в глухих тасманских лісах. Мартін прибуває на острів і поселяється в будинку Люсі Армстронг, що живе зі своїми дітьми — Сасс і байк. Чоловік Люсі, також займався пошуками тигра, зник рік тому за нез'ясованих обставин. Так Мартін виявляється втягнутий в інтриги, пов'язані з пошуком тварини…

## Ролі
| Актор             | Роль                |
| ----------------- | ------------------- |
| Віллем Дефо       | Мартін Девід        |
| Френсіс О'Коннор  | Люсі Армстронг      |
| Сем Нілл          | Джек Мінді          |
| Моргана Дейвіс    | Сасс Армстронг      |
| Фінн Вудлок       | Байк Армстронг      |
| Каллан Мелвей     | мисливець-конкурент |
| Салліван Степлтон | Дуг                 |

## Нагороди та номінації
- 2012 — дві премії Австралійського інституту кіно за найкращу операторську роботу (Роберт Хамфріс) і за найкращу оригінальну музику (Ендрю Ланкастер, Майкл Ліра, Маттео Зінгалес), а також 12 номінацій: найкращий фільм (Вінсент Шихан), режисура (Деніел Неттхайм), адаптований сценарій (Еліс Еддісон), актор (Віллем Дефо), актриса (Френсіс О'Коннор), актор другого плану (Сем Ніл), актриса другого плану (Моргана Девіс), робота художника (Стівен Джонс-Еванс), костюми (Емілі Сересін), звук, візуальні ефекти, премія «Вибір членів інституту».

## Знімальна група
- Режисер — Деніел Неттхайм
- Сценарист — Еліс Еддісон, Джулія Лі
- Продюсер — Вінсент Шихан
- Композитор — Ендрю Ланкастер, Майкл Ліра, Маттео Зінгалес